# Тихомир Иванов (лекоатлет)
Тихомир Иванов е български лекоатлет, състезаващ се в скок на височина. Той е световен университетски шампион в Неапол 2019 година. Участник е на Летните олимпийски игри в Рио де Жанейро (2016), Токио (2020) и Париж (2024) Състезава се за клуб „Берое“ (Стара Загора) с треньор Георги Помашки.

## Успехи
- Световен шампион на Световните университетски  игри в Неапол (Италия), 2019
- Финалист в Рио де Жанейро (2016).